# Mittenschneider

Die beim Mittenschneider mittig auf den Schneidbacken angeordneten Schneiden

Ein Mittenschneider ist eine Zange zum Zerschneiden, also Trennen, vor allem von Drähten oder Saiten durch Keilschneiden. Der Name leitet sich von der Lage der Schneiden ab, die im Gegensatz zum  Seitenschneider mittig auf den Schneidbacken angeordnet sind. Der Mittenschneider wird insbesondere bei Elektroinstallationen zum Schneiden der einzelnen Adern eines Kabels benutzt. Dabei ist es mit Hilfe der Hebelwirkung möglich, auch recht starke Adern (größer als 2,5 mm²) zu schneiden, wenn die Ader möglichst nah am Gelenk der Zange eingelegt wird. Der Kraftaufwand ist beim Mittenschneider  wegen der symmetrisch geformten Schneiden geringer als bei gleich großen Seitenschneidern mit unsymmetrisch geformten Schneiden.
Es gibt verschiedene Ausführungen dieser Zange. Kraftmittenschneider sind meist besonders große Mittenschneider und auch für das Schneiden harter Drähte geeignet, manche haben ähnlich wie Bolzenschneider einen zum Hebel zweiten Übersetzungsmechanismus.